# Máy ảnh Game Boy
Máy ảnh Game Boy (Game Boy Camera - GBC), được phát hành với tên Pocket Camera  tại Nhật Bản, là một phụ kiện của Nintendo dành cho máy chơi trò chơi điện tử cầm tay Game Boy. Máy được phát hành vào ngày 21 tháng 2 năm 1998 tại Nhật Bản và đã ngừng sản xuất vào cuối năm 2002. Là một món đồ chơi đem lại nội dung do người dùng tạo ra, máy có thể được sử dụng để chụp ảnh với những dải màu xám, chỉnh sửa chúng hoặc tạo bản vẽ gốc và chuyển hình ảnh giữa các máy GBC hoặc trong trò chơi 64DD Mario Artist. Các phụ kiện đặc trưng gồm một ống kính-có thể xoay 180 °cho phép người dùng có thể chụp ảnh tự chụp. Hình ảnh có thể được in ra giấy nhiệt với Máy in Game Boy. Băng của GBC có các trò chơi nhỏ dựa trên các trò chơi đầu tiên của Nintendo như trò chơi điện tử arcade Space Fever và máy chơi trò chơi cầm tay Game & Watch: Ball, và một trò chơi tùy chỉnh âm thanh gọi là chiptune. Guinness đã công nhận GBC là máy ảnh kỹ thuật số nhỏ nhất thế giới vào năm 1999 và các nhiếp ảnh gia đã chấp nhận những hạn chế công nghệ của máy như những thách thức mang tính nghệ thuật cao.

## Tổng quát

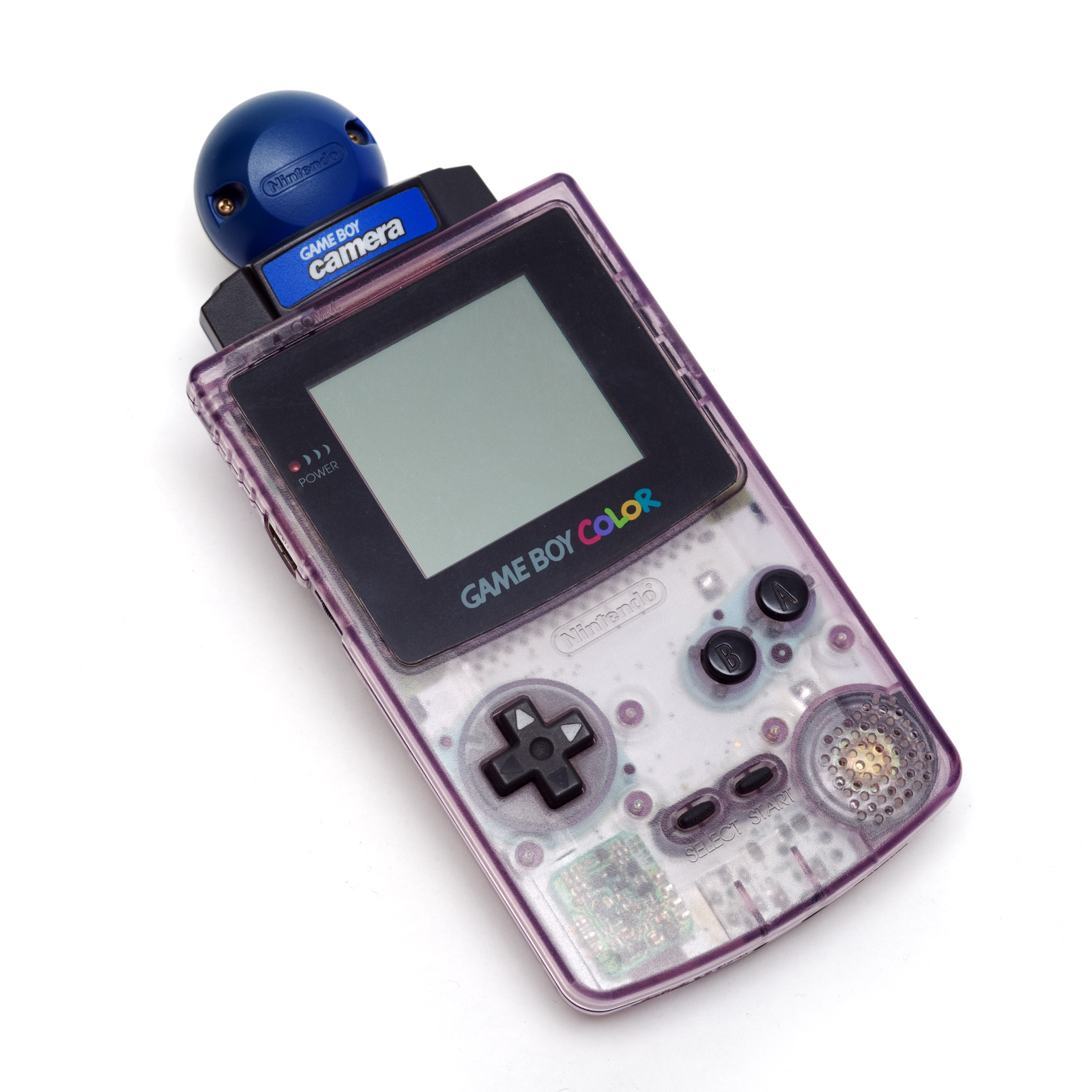
Máy ảnh được gắn vào máy Game Boy Color, với camera có thể xoay

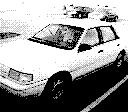
Bức ảnh một chiếc Ford Tempo được chụp bằng GBC

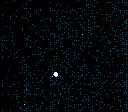
Sao Mộc và các mặt trăng của nó được chụp bằng GBC qua kính thiên văn 10 ".

Máy ảnh Game Boy (GBC) giao tiếp với Máy in Game Boy, sử dụng giấy nhiệt để in hình ảnh đã lưu. Cả máy ảnh và máy in đều được Nintendo tiếp thị như những thiết bị giải trí nhẹ nhàng, chủ yếu nhắm đến đối tượng trẻ em ở cả ba khu vực mà trò chơi điện tử phát triển nhất thế giới: Nhật Bản, Bắc Mỹ và Châu Âu. N64 Magazine (đã đổi thành NGamer) hàng tháng đã dành một trang chỉ để quảng cáo cho thiết bị này.
GBC tương thích với tất cả các dòng Game Boy ngoại trừ Game Boy Micro. Có thể xuất hình ảnh thông qua Super Game Boy cho Super NES và Game Boy Player cho GameCube. Máy ảnh này có độ cảm biến CMOS 128 × 128 pixel, và có thể lưu trữ ảnh kỹ thuật số 128 × 112 với các những dải màu xám, bằng cách sử dụng 4 bảng màu của máy Game Boy.
Dòng máy ảnh Game Boy có năm màu cơ bản khác nhau là: xanh dương, xanh lá cây, đỏ, vàng và tím trong suốt (độc quyền Nhật Bản). Có một phiên bản giới hạn với chủ đề màu vàng kim loại cho The Legend of Zelda: Ocarina of Time, chứa những con tem độc nhất vô nhị và độc quyền ở Mỹ, đây là ưu đãi khi khách hàng đặt hàng qua thư từ tạp chí Nintendo Power.

### Chức năng
Máy ảnh có thể điều khiển được, hình ảnh cũng có thể tinh chỉnh và có thêm các trò chơi nhỏ được chơi bằng phần mềm Game Boy với băng đi kèm máy ảnh. Các bức ảnh riêng lẻ có thể được chụp và chỉnh sửa với các tính năng bao gồm hẹn giờ, thấu kính tùy chỉnh, có thể chỉnh độ phản chiếu và chia tỷ lệ, dựng phim và chụp toàn cảnh để ghép các ảnh lại với nhau thành một ảnh lớn. Người dùng có thể chỉnh sửa thêm các ảnh bằng cách gắn tem của Nintendo hoặc vẽ tự do. Hình ảnh có thể được ghép lại thành một loạt hoạt ảnh nằm gọn trong một khung hình. Hình ảnh cũng có thể được kết nối với nhau bằng các siêu liên kết có thể chọn ở chế độ "điểm nóng".
Hình ảnh có thể được chuyển qua cáp, để in trên Máy in Game Boy, sao chép giữa các máy GBC hoặc sao chép qua Transfer Pak của tay cầm Nintendo 64 sang đĩa mềm 64DD. GBC Nhật Bản có tùy chọn tích hợp vào trò chơi đa phương tiện Mario Artist cho thiết bị ngoại vi 64DD. Ở đó, người dùng có thể tạo ảnh đại diện được vẽ và hoạt hình 3D của chính họ dựa trên ảnh chụp, tích hợp các ảnh đại diện được cá nhân hóa này vào các trò chơi 64DD khác nhau bao gồm Mario Artist và SimCity 64, hoặc đăng ảnh trên Internet thông qua Randnet. Các nhà cung cấp bên thứ ba đã thiết kế đảo hệ thống GBC để tạo ra các phương thức truyền tải hiện đại như trên thẻ SD và Wi-Fi.
Phần mềm của băng GBA có nhiều tham chiếu đến các sản phẩm Nintendo khác. Có một vài điểm khác biệt giữa phiên bản Bắc Mỹ và Nhật Bản, bao gồm ảnh trong album B không thể mở khóa và những cái tem có thể được gắn trên ảnh. Phần mềm có một vài quả trứng Phục sinh, một số trong số đó đã được mô tả là khá "rùng rợn".
Nintendo được cho là đã có kế hoạch phát hành phiên bản kế nhiệm của Máy ảnh Game Boy cho Game Boy Advance có tên là GameEye  có thể chụp ra ảnh màu và có tính năng kết nối với GameCube thông qua một trò chơi có tên là Stage Debut, nhưng cả GameEye và Stage Debut đều không được phát hành.

### Những trò chơi nhỏ
- Space Fever II là phần tiếp theo của trò chơi arcade đầu tiên của Nintendo là Space Fever. Trong minigame này, người chơi điều khiển một con tàu vũ trụ, bắn tên lửa vào các tàu khác trong suốt ba màn duy nhất, sẽ luôn có một con trùm ở cuối mỗi màn. Trùm đầu tiên là một khuôn mặt khổng lồ của một người đàn ông có sừng, trùm thứ hai là khuôn mặt khổng lồ của một người đàn ông râu ria, và trùm thứ ba là Game Face. Khi cả ba con trùm bị đánh bại, màn chơi sẽ bắt đầu lại với độ khó tăng dần.[10] Vào đầu trò chơi, hai phi thuyền xuất hiện; bắn tàu "B" sẽ vào minigame Ball, và bắn tàu "D" sẽ vào DJ. Bằng cách tránh cả hai con tàu, người chơi sẽ bắt đầu chơi Space Fever II. Sau khi ghi được 2.000 điểm ở đó, một minigame mới có tên Run! Run! Run! sẽ được mở khóa, nơi một con tàu mới được đánh dấu "?" sẽ xuất hiện ở phần đầu.
- Ball là một trò chơi tung hứng, trong đó người chơi di chuyển cánh tay để bắt và ném bóng. Nó rất giống với trò chơi Game & Watch cũng có tên Ball, chỉ khác là phần đầu của Mr. Game & Watch được thay thế bằng Game Face. Nhạc nền của trò chơi này là " Mayim Mayim ", một bài hát dân gian của Israel.
- DJ  là một trò chơi điện tử âm nhạc kết thúc mở, với trình tự sắp xếp âm nhạc được gọi là Trippy-H, người chơi có thể phối và tạo các chiptunes đơn giản. Game Face chính là DJ.
- Run! Run! Run! là trò chơi nhỏ có thưởng. "Game Face" được gắn vào một cơ thể hoạt hình và người chơi sẽ chạy đua với một con chuột chũi và một con chim để về đích. Bảng công trạng sẽ được mở khóa nếu hoàn thành trò chơi nhỏ này trong vòng chưa đầy 22 giây.

## Phát triển
Ban đầu, Game Boy Camera không được Nintendo đón nhận nồng nhiệt. Tuy nhiên, Kuwahara đã tiếp cận công ty Creatures và thỏa thuận để Chủ tịch của công ty là Tanaka Hirokazu nhúng tay vào việc phát triển phần mềm cho thiết bị, điều này đã củng cố thêm tinh thần cho dự án. Phần mềm tích hợp của máy ảnh được đồng phát triển bởi Nintendo Research & Development 1 và công ty Jupiter của Nhật Bản, với Chủ tịch Tanaka chỉ đạo dự án.

## Di sản
Là một trong những máy ảnh kỹ thuật số dành cho người tiêu dùng xuất hiện sớm nhất, GBC đã được hợp pháp hóa cho các nội dung do người dùng tạo ra, đặc biệt là nhiếp ảnh. Các giới hạn công nghệ khắc nghiệt của nó lúc bấy giờ là thách thức về mặt nghệ thuật hoặc giá trị hoài cổ, và các phương pháp kết nối với máy tính cá nhân hiện đại đã được ứng dụng hoặc sản xuất hàng loạt để truy xuất hình ảnh.
GBC được đưa vào ấn bản năm 1999 của Kỷ lục Guinness Thế giới vì là máy ảnh kỹ thuật số nhỏ nhất thế giới, mặc dù kỷ lục này đã bị phá vỡ sau đó. Năm 2000, một nhiếp ảnh gia chuyên nghiệp đã tái tạo lại quy trình làm việc của máy, tương tự như cách chụp bức ảnh màu đầu tiên trên thế giới, để xử lý những dải màu xám của GBC thông qua các bộ lọc màu đỏ, xanh lá cây và xanh lam để tạo ra một bức ảnh màu. Một nghệ sĩ sử dụng máy ảnh Game Boy và quy trình ba màu đó đã sáng tác một loạt các tác phẩm kể từ năm 2012, tập trung vào cách các tác động hòa quyện lẫn nhau giữa những hình ảnh trừu tượng, cũng như che giấu bản chất của môi trường được chụp. Ông sử dụng máy in Game Boy trong quá trình thực hành của mình. Một nghiên cứu sinh đã chụp ảnh các cảnh thiên văn, bao gồm cả Sao Mộc, thông qua ống kính thiên văn học bằng cách sử dụng các học thuật của GBC. Năm 2017, một kỹ sư nghiên cứu đã phát triển một ứng dụng mạng nơ-ron để tự động chuyển đổi ảnh đơn sắc GBC thành ảnh màu. Một số ứng dụng điện thoại thông minh hiện đại có các chế độ để mô phỏng chất lượng hình ảnh GBC. Vào năm 2016, một nghệ sĩ Instagram đã đưa phần cứng GBC cổ điển vào danh mục các bộ lọc cách điệu công nghệ cao của mình, tạo ra một thư viện mới chỉ dành riêng cho mảng nhiếp ảnh bằng GBC, bởi vì chế độ chụp ảnh sơ khai của nó "buộc bạn phải tìm ra cách để chụp những bức ảnh đẹp".